# Vesulspitze
Vesulspitze är en bergstopp i Österrike. Den ligger i distriktet Landeck och förbundslandet Tyrolen, i den västra delen av landet. Toppen på Vesulspitze är 3 089 meter över havet.
Vesulspitze är den högsta toppen i närområdet. Närmaste samhälle är Ischgl, nordväst om Vesulspitze. 
Trakten närmast Vesulspitze består i huvudsak av kala bergstoppar och alpin tundra. I dalgångarna finns grästäckta ytor och skog.